# Ctenitis crinita
Ctenitis crinita är en träjonväxtart som först beskrevs av Jean Louis Marie Poiret, och fick sitt nu gällande namn av Ren-Chang Ching. Ctenitis crinita ingår i släktet Ctenitis och familjen Dryopteridaceae.

## Underarter
Arten delas in i följande underarter:
- C. c. atrata
- C. c. hispida
- C. c. setacea